# Chicama (Tumbes)
Chicama es una localidad peruana ubicada en el distrito de Casitas, perteneciente a la provincia de Contralmirante Villar del departamento de Tumbes, al norte del Perú. 

## Ubicación
Chicama se ubica al sur de la provincia de Contralmirante Villar, en el distrito de Casitas, en el departamento de Tumbes.

## Demografía
En 2017 Chicama tenía una población de 19 habitantes.
| Gráfica de evolución demográfica de Chicama entre 1993 y 2017 |
|                                                               |
| Fuentes: Población 1993 y 2017                                |